# Cheilosoria fragilis
Cheilosoria fragilis là một loài thực vật có mạch trong họ Adiantaceae. Loài này được (Hook.) Ching & Shing miêu tả khoa học đầu tiên năm 1982.